# آترپت
سارگیس مگردچی موبایاجیان (ارمنی: Սարգիս Մկրտչի Մուբայաջյան؛ انگلیسی: Sargis Mubayeajian؛ با نام ادبی آترپت ارمنی: Ատրպետ؛ انگلیسی: Atrpet؛ زاده ۳۱ ژانویه ۱۸۶۰ – درگذشته ۲۷ مه ۱۹۳۷) نویسنده و سکه‌شناس اهل ارمنستان بود.

## زندگی‌نامه
تحصیلاتش را در شهرهای قارص و کنستانتینوپل را انجام داد و همچنین بیشتر عمر خویش را در شهرهای منطقه قفقاز جنوبی و تبریز سپری نمود. در میانه دهه ۱۸۹۰ به خاطر فعالیت‌های سیاسی توسط دولت روسیه به زندان افتاد.

## آثار
مهمترین اثر وی رمان «دژوژیک» Tjvjik می‌باشد.